# الکساندر اوگستون
الکساندر اوگستون (انگلیسی: Alexander Ogston؛ ۱۹ آوریل ۱۸۴۴ – ۱ فوریه ۱۹۲۹) دانشمند در زمینه باکتری‌شناسی بود. وی کاشف باکتری استافیلوکوکوس اورئوس بود.